# Placa Pioneer
As placas Pioneer são um par de placas metálicas que foram colocadas nas naves espaciais Pioneer 10 (1972) e Pioneer 11 (1973) (as primeiras sondas lançadas da terra com capacidade de sair do sistema solar), com uma mensagem pictórica que possa, eventualmente, ser interceptada por vida extraterrestre. As placas mostram as figuras de seres humanos do sexo masculino e feminino, juntamente com vários símbolos que são intencionados para fornecer informações sobre a origem da nave espacial.

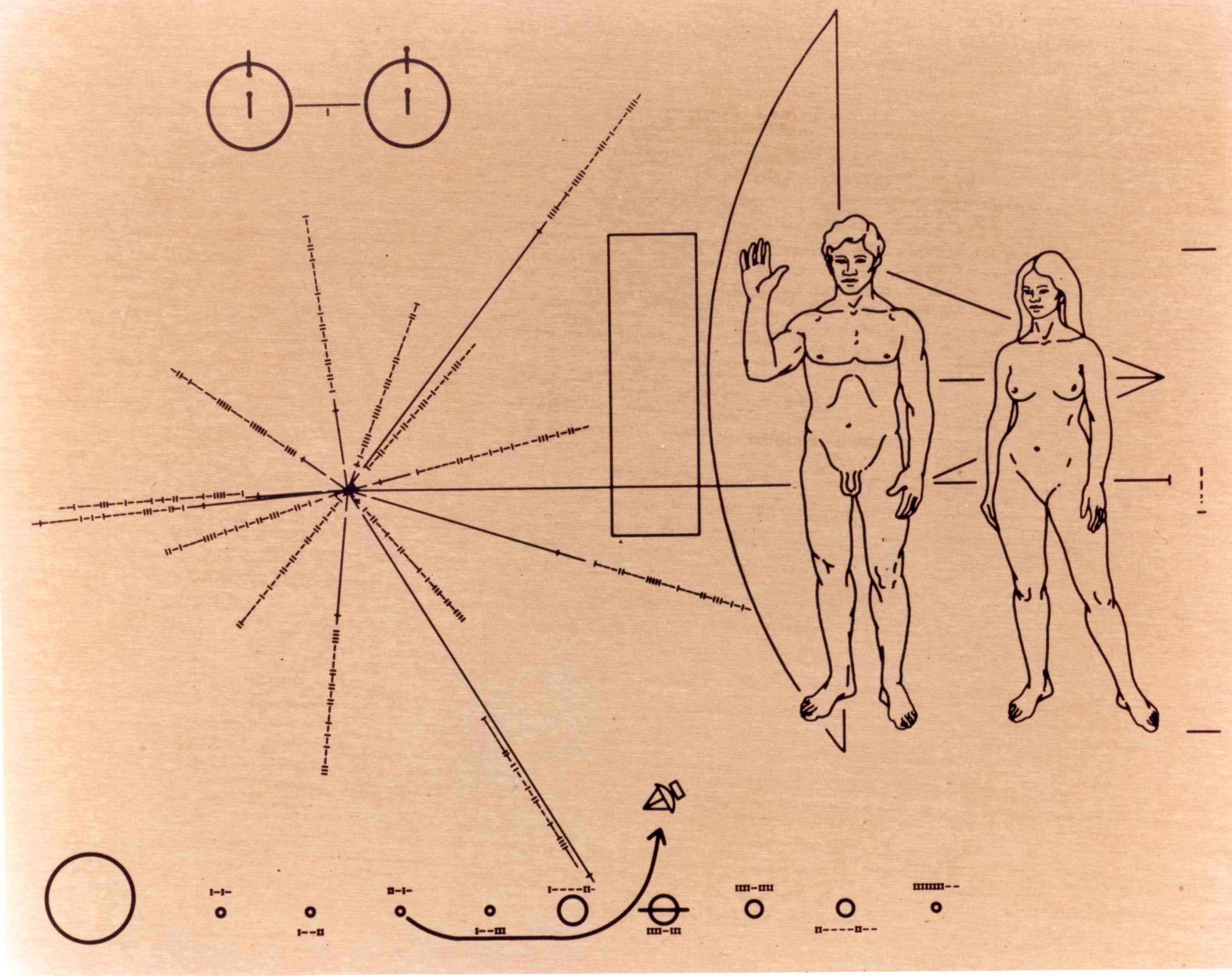
A "placa Pioneer".

O Disco de Ouro da Voyager, uma mensagem muito mais complexa e detalhada usando a arte-mídia, foi anexada nas sondas Voyager (lançadas em 1977).

## Características da placa

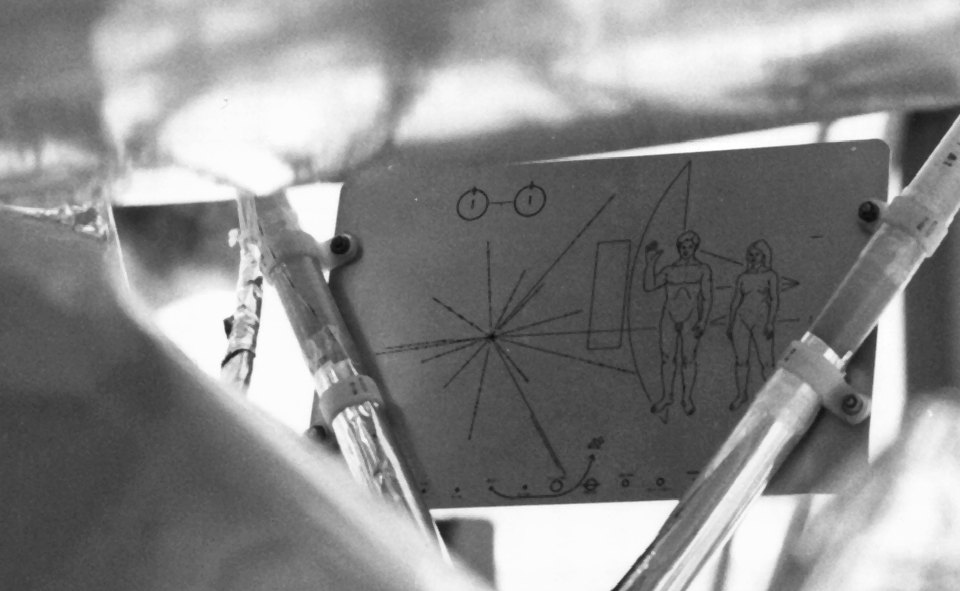
Placa presa ao suporte da antena

Cada placa foi fabricada com uma liga de alumínio 6061 T6 anodizado em ouro, com as dimensões de 152 mm de altura por 229 mm de largura, e uma espessura de 1,3 mm, sendo que a profundidade média das gravações na superfície foi de 0,4 mm. A placa foi fixada no exterior da nave, nos suportes estruturais da antena de alto ganho, numa região protegida da erosão pela poeira interestelar.

## História
A Pioneer 10 foi o primeiro objeto feito por humanos com capacidade de deixar o sistema solar. Pensando nisso, Eric Burgess, jornalista correspondente do Christian Science Monitor, acreditou que a nave poderia levar uma mensagem da humanidade para quem quer que a encontrasse dali a milhões ou bilhões de anos, que no planeta Terra uma espécie inteligente se desenvolvera e que podia pensar além do seu próprio tempo e além do seu sistema solar.
Ele mencionou isso para Richard Hoagland, um escritor freelancer e especialista em planetários e para Don Bane, jornalista do Los Angeles Herald-Examiner, que concordaram entusiasticamente.
Como resultado, Burgess e Hoagland encontraram-se com Carl Sagan, na época diretor do laboratório de estudos planetários da Universidade Cornell, que estava visitando o Laboratório de Propulsão a Jato (em inglês JPL). Sagan já havia trabalhado com Frank Drake, então diretor do Centro Nacional de Astronomia e Ionosfera de Cornell, sobre os problemas da comunicação com inteligências extraterrestres, tendo projetado um tipo de mensagem que poderia ser usada para comunicação com essas inteligências.
Sagan ficou entusiasmado com a ideia de uma mensagem na Pioneer. Assim, ele e Drake conceberam as representações a serem gravadas na placa e a esposa de Sagan à época, Linda Salzman Sagan (pintora e escritora) desenhou as figuras humanas. Um redesenho final da mensagem para a gravação foi feita por Owen Finstad e a gravação foi feita por Carl Ray.
A empresa que fabricou as placas foi a Precision Engravers, localizada na cidade de San Carlos, Califórnia (Estados Unidos da América).

## Simbolismos

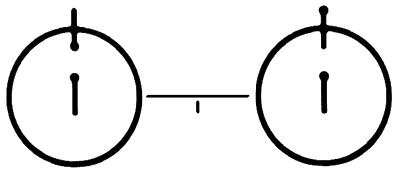
Símbolo para a transição hiperfina do hidrogênio.

### Transição hiperfina do hidrogênio

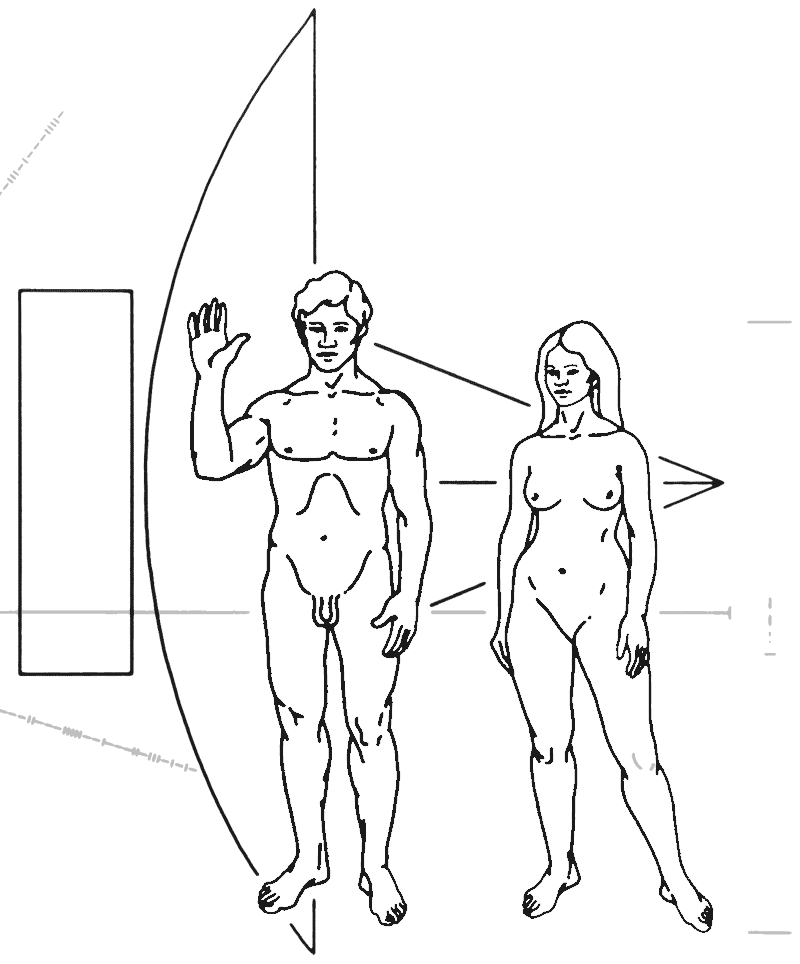
Seres humanos e Pioneer.

Na parte superior esquerda da placa está representado o conceito fundamental que estabelece o padrão de distância e tempo, que é utilizado para decodificar todos os outros conceitos representados na placa.
Os projetistas acreditaram que como o hidrogênio é o elemento mais abundante do universo, ele seria bem conhecido por uma outra civilização. Com isso em mente eles inscreveram dois átomos de hidrogênio cada um em um diferente nível de energia.

Quando o átomo transita de um nível para o outro (processo conhecido como transição hiperfina), uma onda eletromagnética é emitida. O comprimento de onda dessa onda eletromagnética é de aproximadamente 21 cm e serve como o padrão de comprimento e o período da onda é de aproximadamente 0,7 ns, que serve como padrão de tempo. Logo abaixo dos átomos há um pequeno traço vertical representando o número binário 1, que é associado a essas dimensões de tempo e espaço.

### Seres humanos e a Pioneer

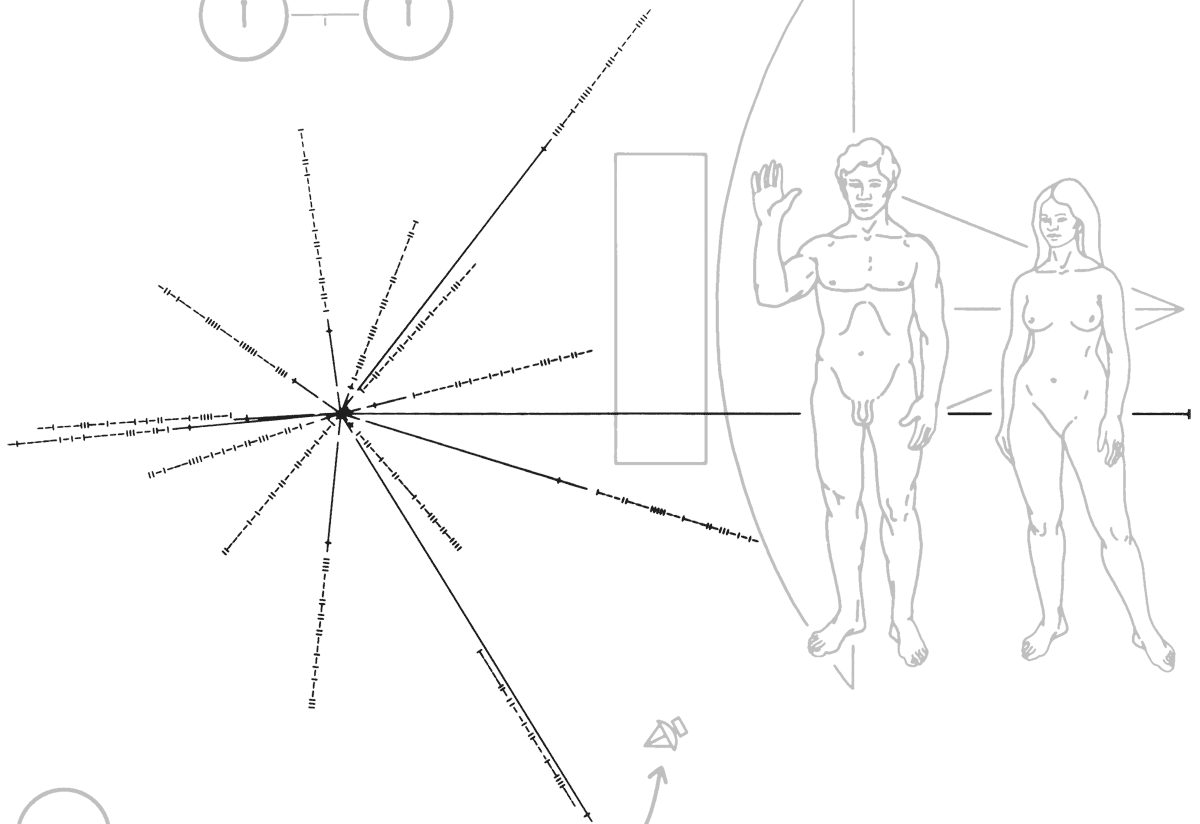
Mapa de pulsares.

Na metade direita da placa encontra-se o desenho de um homem e uma mulher. O homem com a mão levantada num sinal "universal" de boa vontade, embora com certeza isso não faça sentido a nenhuma civilização extraterrestre. Porém o gesto tem a vantagem de deixar clara a existência de dez dedos e um polegar opositor. A mulher tem os braços soltos ao seu lado e tem o peso do corpo deslocado para trás, para dissipar quaisquer mal-entendidos quanto a um corpo e membros fixos.
Do lado direito da mulher encontra-se um conjunto de pequenos traços representando o número binário 8, entre dois traços correspondentes à altura da mulher. Como descrito acima, o número binário 1 está relacionado ao comprimento de 21 cm, assim 8 vezes 21 é igual 1,68 m. Esta informação somada ao desenho da própria nave Pioneer, que está atrás e na mesma escala, seria capaz de indicar as dimensões humanas.

### Posição relativa do Sol na galáxia
Na metade esquerda da placa, encontram-se 15 linhas com traços num padrão radial, elas representam o "endereço" de onde a sonda partiu. No centro está o sol, 14 linhas radiais representam as posições de pulsares. Essas posições estão expressas como coordenadas polares (r e θ)  na sua projeção usual e uma marca próxima ao final das linhas representa a coordenada z, normal ao plano galáctico.
Além disso, os vários pequenos traços verticais e horizontais junto às linhas representam o período de rotação do pulsar, expresso de forma binária e usando a unidade de tempo definida acima (0,7 ns). Este período é expresso como um número de 10 dígitos, fornecendo portanto, uma grande precisão para a determinação do pulsar em questão. A última linha, que não possui um número binário associado, estendendo-se à direta e passando atrás das figuras humanas representa a distância até o centro da galáxia.

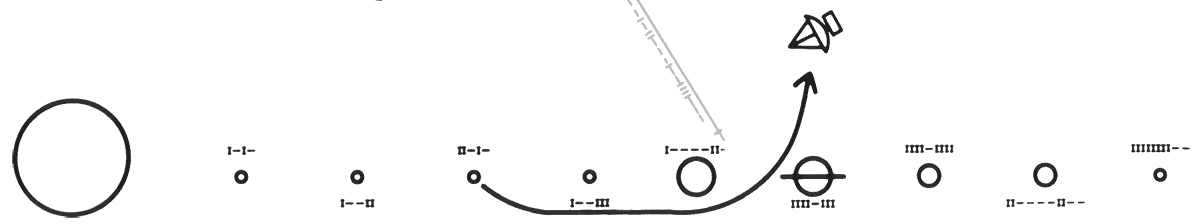
Representação do sistema solar.

### Sistema solar
Na parte inferior da placa, encontra-se uma representação esquemática do sistema solar, com os planetas representados, inclusive os anéis de Saturno. Além disso, os pequenos traços verticais e horizontais próximos aos planetas representam, em binário, distâncias relativas dos planetas ao Sol.
Também está indicado a trajetória esquemática da nave Pioneer 10, saindo da Terra, passando por Júpiter e deixando o sistema solar.
Embora as placas fossem idênticas, no caso da Pioneer 11 houve uma modificação na trajetória, que ocorreu após as placas terem sido instaladas (ela ainda passaria por Saturno e somente depois deixaria o sistema solar).